# Soko Durst
Soko Durst ist eine Punkband, welche ursprünglich aus Chemnitz in Sachsen stammt. Die Band wurde 1994 gegründet.

## Diskografie
Alben
- Fünf Kraftma bitte... (1997, Scumfuck Mucke)
- Medizin nach Noten (2001, Psycho T Records)
- Laut & krank (2005, Psycho T Records)
- Live und krank – Livemitschnitt im AJZ Chemnitz 2006 (2010, Headquater Records, Hörsturzproduktion)
- Liebe, Bier, Revolte (2019, Tschiep Produktions / Lake Town Records)

Singles und EPs
- Schnaps (2002, Bandworm Records)
- Mal wieder unterwegs (2004, Psycho T Records)

Split-Alben
- Mal wieder Samstag Nacht (2006, Sunny Bastards) Split mit Verlorene Jungs